# Christian August Friedrich Peters
Christian August Friedrich Peters (Hamburgo, 7 de setembro 1806 — Kiel, 8 de maio de 1880) foi um astrônomo alemão.

## Obras
- Numerus constans nutationis ex ascensionibus rectis stellae polaris in specula Dorpatensi annis 1822 ad 1838 observatis deductus. (1842)
- Resultate aus Beobachtungen des Polarsterns am Ertelschen Vertikalkreise. 1842
- Recherches sur la parallaxe des étoiles fixes. (1847)
- Über die eigene Bewegung des Sirius. Diese Schrift führte zur Entdeckung des Sirius-Begleiters.